# Темерницький
Темерницький — селище у складі Щепкинського сільського поселення. Аксайського району Ростовської області. 
Населення 1027 осіб (2010 рік).

## Історія
Відомий як "Радгосп Темерницький". За радянської влади тут був радгосп "Пригородний". Відносився до селища Щепкино, незважаючи на відстань у 6 км. Було виділено в окремий населений пункт у 2008 році. Назва походить по річки Темерник, що протікає в 2 км на захід від селища.

## Географія
Селище розташоване в 4,1 км на північ від межі Ростова-на-Дону. Зі сходу примикає до селища рукотворний Щепкинський ліс (колишній партійний заказник). На захід від селища протікає річка Темерник. Селище розташоване на висоті 80 м над рівнем моря.

### Вулиці
У Темерницькому 20 вулиць та один провулок :
| - вул. Березова - вул. Новоселів - вул. Ветеранів - вул. Горіхова - пр. Парковий - вул. Задонська - вул. Світла - вул. Західна - вул. Північна - вул. Земцова |  | - вул. Лісова - вул. Сонячна - вул. Миру - вул. Соснова - вул. Молодіжна - вул. Спортивна - вул. Моша - вул. Степова - вул. Нова - вул. Будівельна |
| вул. Московська |  | |